# Radu Miclescu
Radu Miclescu (n. 20 decembrie 1893, București – d. 1990, București), colonel de cavalerie,  ofițer brevetat de stat major, descendent al familiei Miclescu.

## Carieră
Elev al Școlii Speciale Militare de la Saint-Cyr, Franța (1912 – 15 ianuarie 1914), absolvent al promoției 97 Montmirail. Și-a continuat pregătirea de specialitate în țară la Școala de Tragere și Specialități a Cavaleriei de la Sf. Gheorghe (1921 – 1922), apoi, tot la Sf. Gheorghe, a urmat Cursul de informații (1922). Și-a desăvârșit pregătirea militară la Școala Superioară de Război din București (1923 – 1925). A urmat ulterior cursurile de locotenent-colonel și de colonel de la Versailles.
A îndeplinit funcțiile de comandant de pluton în regimentele 8 și 4 roșiori (1916-1918), comandant de escadron în Divizia 6 tren (1919-1920) și al Grupului de mitraliere în Regimentul 12 călărași (1920-1921). Până în 1933 a fost comandant de batalion și divizion la regimentele 9 vânători și 10 călărași, subșef de stat major la Divizia 3 cavalerie, comandant al Divizionului 1 și șef al Biroului instrucție în Regimentul 4 călărași, subșef de stat major în Divizia 3 cavalerie, ajutor administrativ la comandamentul Diviziei 3 cavalerie.
În decembrie 1933 a fost trimis la Paris ca atașat militar, funcție pe care a ocupat-o până în 1936. Întors în țară, a fost numit ajutor de comandant al Regimentului 13 călărași (1937), apoi comandant al Regimentului 8 călărași (1938-1940).

## Descendență
| Aglaia Rosetti | Aglaia Rosetti | Aglaia Rosetti | Aglaia Rosetti | Aglaia Rosetti | Aglaia Rosetti |               |               |               |               |               |               | Iorgu Miclescu | Iorgu Miclescu | Iorgu Miclescu | Iorgu Miclescu | Iorgu Miclescu | Iorgu Miclescu |               |               | Maria Mavros  | Maria Mavros  | Maria Mavros | Maria Mavros | Maria Mavros  | Maria Mavros  |                   |                   |                   |                   |                   |                   | Ioan Cantacuzino | Ioan Cantacuzino | Ioan Cantacuzino | Ioan Cantacuzino | Ioan Cantacuzino | Ioan Cantacuzino |  |  |
| Aglaia Rosetti | Aglaia Rosetti | Aglaia Rosetti | Aglaia Rosetti | Aglaia Rosetti | Aglaia Rosetti |               |               |               |               |               |               | Iorgu Miclescu | Iorgu Miclescu | Iorgu Miclescu | Iorgu Miclescu | Iorgu Miclescu | Iorgu Miclescu |               |               | Maria Mavros  | Maria Mavros  | Maria Mavros | Maria Mavros | Maria Mavros  | Maria Mavros  |                   |                   |                   |                   |                   |                   | Ioan Cantacuzino | Ioan Cantacuzino | Ioan Cantacuzino | Ioan Cantacuzino | Ioan Cantacuzino | Ioan Cantacuzino |  |  |
|                |                |                |                |                |                |               |               |               |               |               |               |                |                |                |                |                |                |               |               |               |               |              |              |               |               |                   |                   |                   |                   |                   |                   |                  |                  |                  |                  |                  |                  |  |  |
|                |                |                |                |                |                | Jean Miclescu | Jean Miclescu | Jean Miclescu | Jean Miclescu | Jean Miclescu | Jean Miclescu |                |                |                |                |                |                |               |               |               |               |              |              |               |               | Alina Cantacuzino | Alina Cantacuzino | Alina Cantacuzino | Alina Cantacuzino | Alina Cantacuzino | Alina Cantacuzino |                  |                  |                  |                  |                  |                  |  |  |
|                |                |                |                |                |                | Jean Miclescu | Jean Miclescu | Jean Miclescu | Jean Miclescu | Jean Miclescu | Jean Miclescu |                |                |                |                |                |                |               |               |               |               |              |              |               |               | Alina Cantacuzino | Alina Cantacuzino | Alina Cantacuzino | Alina Cantacuzino | Alina Cantacuzino | Alina Cantacuzino |                  |                  |                  |                  |                  |                  |  |  |
|                |                |                |                |                |                |               |               |               |               |               |               |                |                |                |                |                |                |               |               |               |               |              |              |               |               |                   |                   |                   |                   |                   |                   |                  |                  |                  |                  |                  |                  |  |  |
|                |                |                |                |                |                |               |               |               |               |               |               |                |                |                |                | Radu Miclescu  | Radu Miclescu  | Radu Miclescu | Radu Miclescu | Radu Miclescu | Radu Miclescu |              |              | Elsa Florescu | Elsa Florescu | Elsa Florescu     | Elsa Florescu     | Elsa Florescu     | Elsa Florescu     |                   |                   |                  |                  |                  |                  |                  |                  |  |  |
|                |                |                |                |                |                |               |               |               |               |               |               |                |                |                |                | Radu Miclescu  | Radu Miclescu  | Radu Miclescu | Radu Miclescu | Radu Miclescu | Radu Miclescu |              |              | Elsa Florescu | Elsa Florescu | Elsa Florescu     | Elsa Florescu     | Elsa Florescu     | Elsa Florescu     |                   |                   |                  |                  |                  |                  |                  |                  |  |  |